# Colonia Güell
La Colonia Güell es una pequeña colonia industrial situada en el término municipal de Santa Coloma de Cervelló (Barcelona). Está considerada uno de los referentes para estudiar la arquitectura de Antoni Gaudí y es también uno de los conjuntos modernistas y atractivos turísticos más importantes de Cataluña.
A diferencia de la gran mayoría de colonias industriales de Cataluña, Eusebio Güell procuró mejoras sociales para los trabajadores y aplicó su condición de mecenas de la cultura. Así, dotó a la Colonia Güell de equipamientos culturales y religiosos, e incorporó la corriente modernista a las nuevas construcciones. Destaca especialmente la iglesia diseñada por el propio Antoni Gaudí, inacabada pero que asienta las bases de lo que sería la Sagrada Familia de Barcelona. 
Debido a la riqueza patrimonial del conjunto, en 1991 la Colonia Güell fue declarada Bien de Interés Cultural y se estableció la protección de los edificios más relevantes, así como de las características generales de edificación.

## Historia
Comenzó a formarse en 1890 por iniciativa del empresario Eusebio Güell en su finca Can Soler de la Torre, y allí trasladó la industria textil que tenía ubicada en Sants (Barcelona). El interés por alejarse de los conflictos sociales presentes en la ciudad hizo que la nueva industria textil de Güell, -equipada con la más moderna tecnología de la época- se plantease en el marco de una colonia industrial con las casas de los obreros al lado de la fábrica, integradas en la misma propiedad. Todavía hoy constituye un núcleo urbano con personalidad propia, aunque su vida social y económica ya no está tutelada por la empresa.
El proyecto de colonia obrera ideado por Güell disponía de hospital, fonda, escuelas, comercios, teatros, cooperativa y capilla, además de las fábricas y las viviendas de los obreros. Gaudí se encargó de la planimetría del conjunto, para lo que contó con la colaboración de sus ayudantes Francisco Berenguer, Juan Rubió y José Canaleta. Personalmente se encargó del diseño de la iglesia, de la que sólo se construyó la cripta, ya que a la muerte del conde Güell en 1918 sus hijos abandonaron el proyecto.
El resto de edificaciones corrieron a cargo de los colaboradores de Gaudí: Francesc Berenguer construyó la Cooperativa (con Joan Rubió,1900) y la Escuela (con su hijo Francesc Berenguer i Bellvehí, (1912-1917); Joan Rubió construyó diversas casas particulares, como Ca l'Ordal (1894) y Ca l'Espinal (1900); Francesc Berenguer construyó asimismo el Centro Cultural Sant Lluís (1915-1917) y la Casa parroquial (1917).
El movimiento sindical y las reivindicaciones obreras también llegaron a la Colonia. Con el inicio de la Guerra Civil en 1936 la fábrica fue colectivizada y gestionada por sus trabajadores. Acabada la guerra fue restituida a la familia Güell, la cual en 1945 la vendió a la familia Bertrand Serra.
Los años siguientes, la Colonia mantuvo la producción industrial y la personalidad de núcleo urbano bien diferenciado del pueblo de Santa Coloma de Cervelló. Este último fue creciendo hasta superar en población a la Colonia, hacia los años sesenta. 
La fábrica cerró en 1973 en el marco de una crisis generalizada del sector textil produciendo un fuerte impacto social en la colonia. En los años posteriores, la propiedad se fue vendiendo: la fábrica en fracciones, a empresas diversas; las casas, a sus habitantes y los equipamientos y terrenos del entorno, a instituciones públicas.
En el año 2000, comenzaron las obras de restauración del recinto industrial para convertirlo en un parque de negocios con capacidad para albergar hasta 6000 empleados. En el proyecto colaboró Óscar Tusquets, arquitecto que también participó en proyectos como la ampliación de la Facultad de Medicina de Barcelona y la remodelación del Palacio de la Música Catalana. En la actualidad, los trabajos de restauración del edificio Filatures y Tint Vell han finalizado y albergan en sus oficinas empresas como F. Iniciativas, Sodexo, y Adding Plus.

## Arquitectura de la Colonia Güell
La Colonia Güell está considerado un referente dentro del conjunto de colonias industriales existentes. Destaca por el hecho que posee una buena muestra del estilo modernista aplicado al ámbito de la arquitectura civil e industrial.
En la Colonia Güell aparecen los indicios más característicos de este movimiento. De un lado la utilización del ladrillo visto como reivindicación de una arquitectura popular y tradicional catalana, y por otro, la incorporación de nuevas técnicas y nuevos materiales constructivos como el hierro o la cerámica. 
Los edificios de Antoni Gaudí
El trabajo de Gaudí se centró en el edificio de la Cripta. Ésta supone un punto culminante en la obra creativa de Gaudí. Incorpora, por primera vez de forma unitaria, la práctica totalidad de sus innovaciones arquitectónicas, como los arcos de catenaria, el uso de muros exteriores con forma de paraboloides hiperbólicos, el tratamiento dinámico y fluido del espacio interior o los mecanismos de fusión del edificio con el medio natural.
Incluye numerosos ejemplos del dominio por parte de Gaudí de las artes aplicadas, tanto en los elementos del mobiliario como en los ornamentales. Destacan los bancos con reclinatorio y el espacio único de la nave, cuya fluidez queda realzada por la iluminación procedente de los ventanales, los cuales incorporan, por la parte exterior de la iglesia, ornamentos y mosaicos de simbología religiosa.
Destaca la gran variedad de materiales empleados: piedras basálticas y calizas, ladrillos cerámicos y requemados, escoria de fundición, cerámica, vidrio y diferentes tipos de mortero.
Los edificios de Francesc Berenguer
En los edificios que se atribuyen de forma más clara a Francesc Berenguer, observamos un tratamiento muy personal de los elementos decorativos, como son la utilización moderada de la cerámica, la disposición del ladrillo visto y el trabajo del hierro forjado. También es característico el taranná plano y equilibrado de sus fachadas, y el claro planteamiento volumétrico de sus edificios.
Los edificios de Joan Rubió
En los edificios de Joan Rubió, el ladrillo visto se convierte en el protagonista y se utiliza como pieza modulada que permite soluciones diferentes, ya sea decorando y organizando fachadas como a la hora de conformar originales estructuras. Las plantas de sus edificios plantean un diseño más complejo que las de Berenguer, como es el caso de Ca l'Espinal. La reinterpretación de los estilos del pasado se hace patente en sus edificios con la incorporación de elementos de carácter gótico. La acentuación de las esquinas mediante voladizos y tribunas es otro de sus puntos más característicos.

## Población
- 775,5 habitantes (INE 2013).

Acceso desde carretera B-2002 entre San Baudilio de Llobregat y Santa Coloma de Cervelló. Desde la C-31 (dirección San Baudilio de Llobregat), la C-32 (salida 53) y A2 i A7 (Dirección San Baudilio de Llobregat). Asimismo, se puede llegar por transporte público en Ferrocarriles de la Generalidad de Cataluña (FGC) saliendo desde la Plaza de España (Barcelona) con las líneas: S33, S4 y S8. Estación Colonia Güell.

## Galería de imágenes

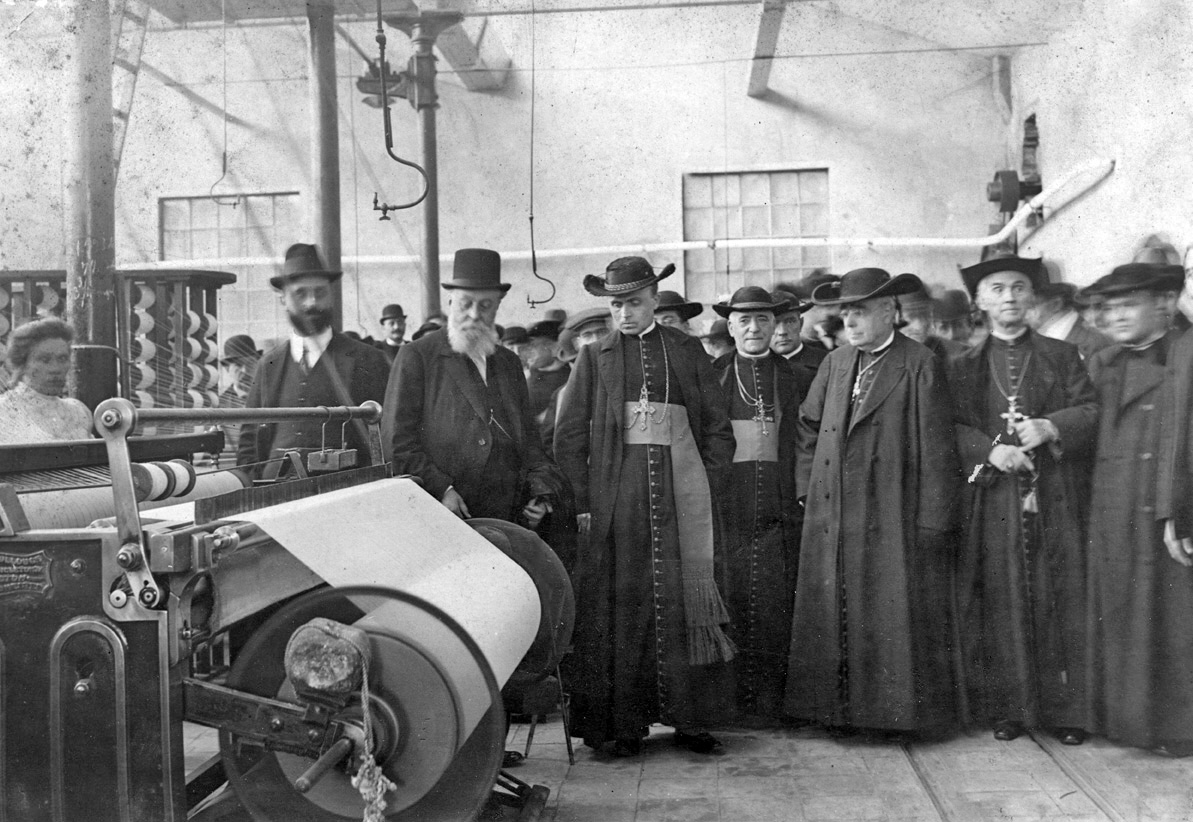
Semana Social: los obispos de Barcelona, Tarragona, Lérida, Vic y Valencia visitan la fábrica acompañados de la Comte Güell (1910)
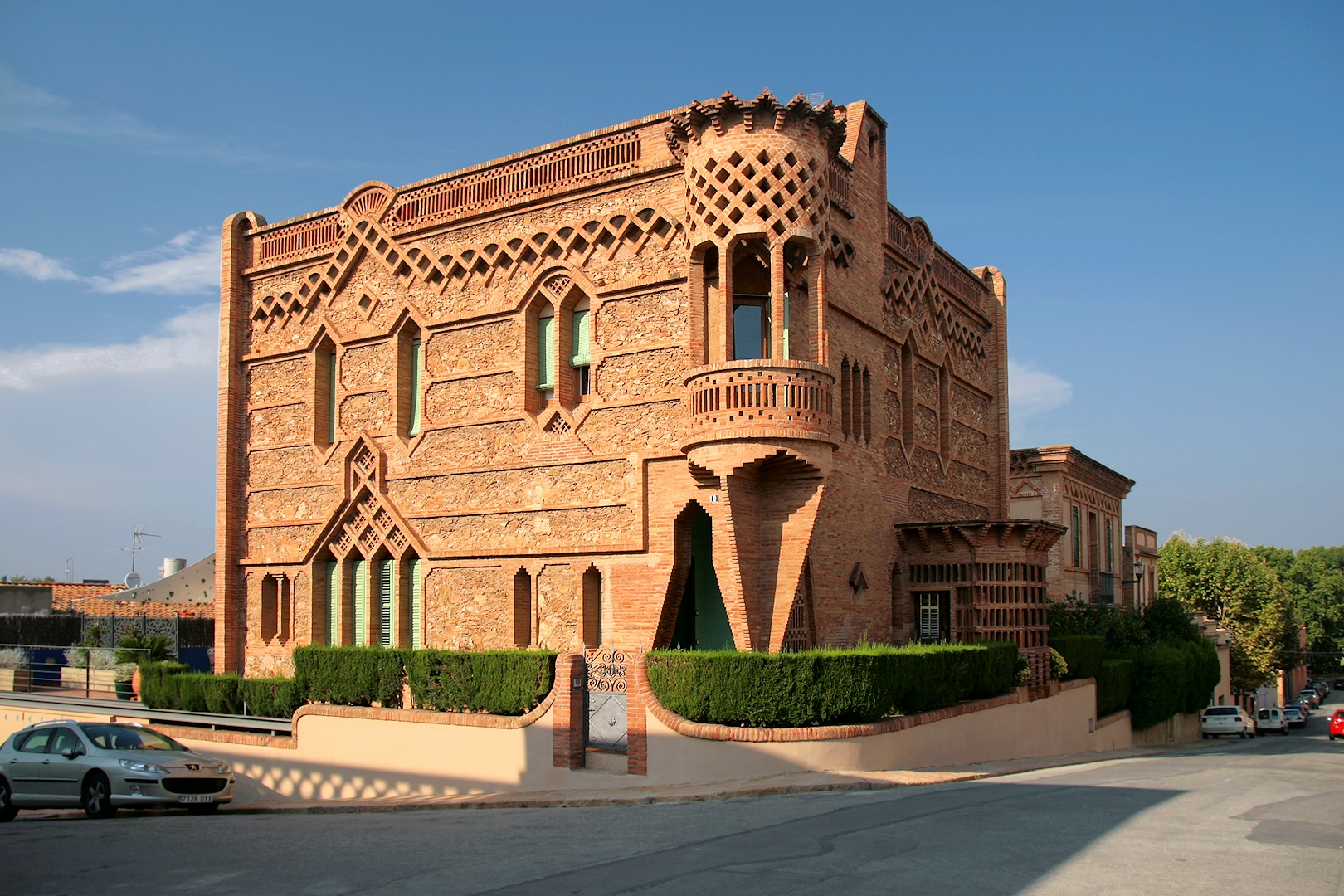
Casa Espinal, de Juan Rubió (1900)
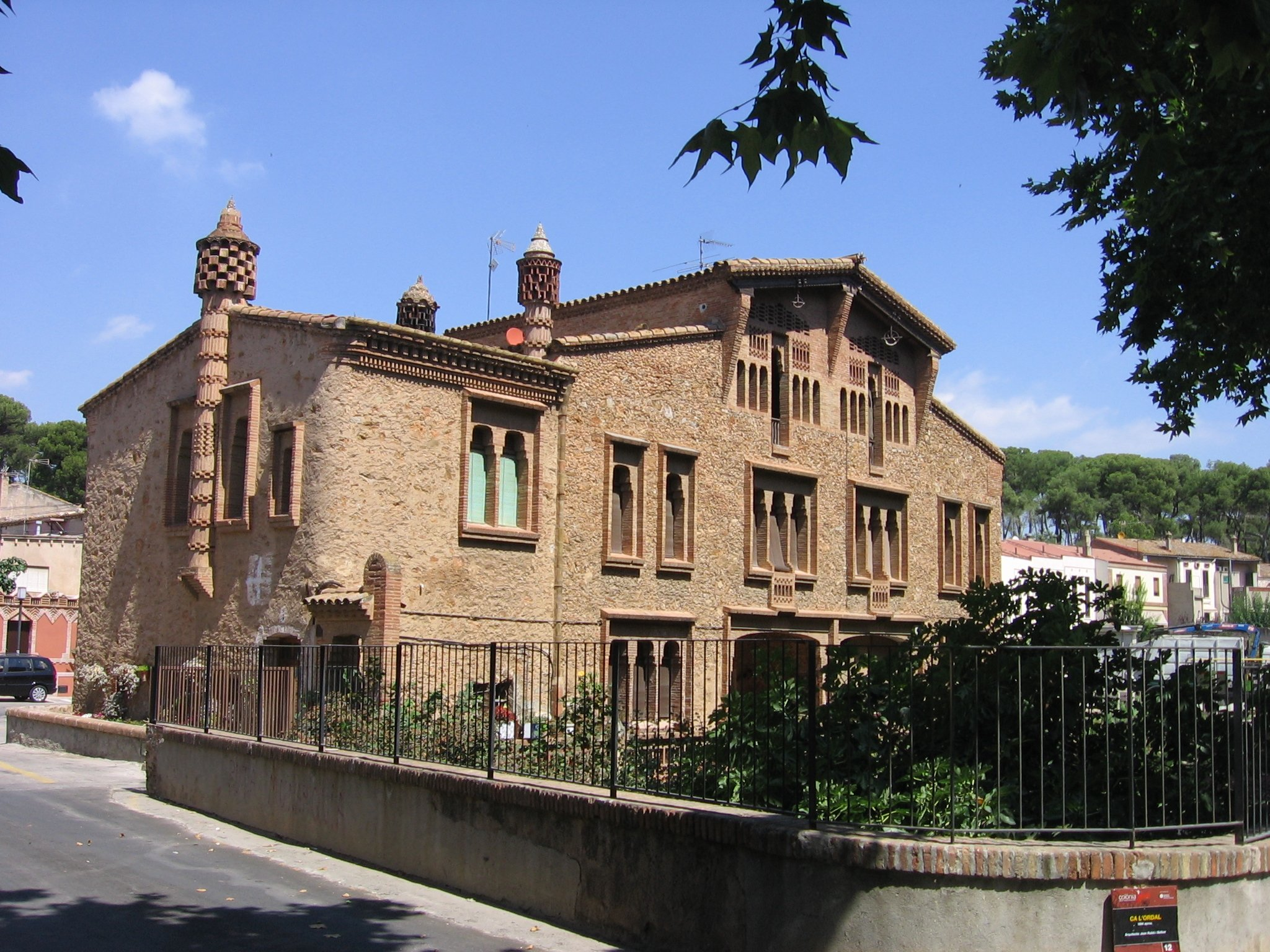
Casa Ordal, de Juan Rubió (1894)
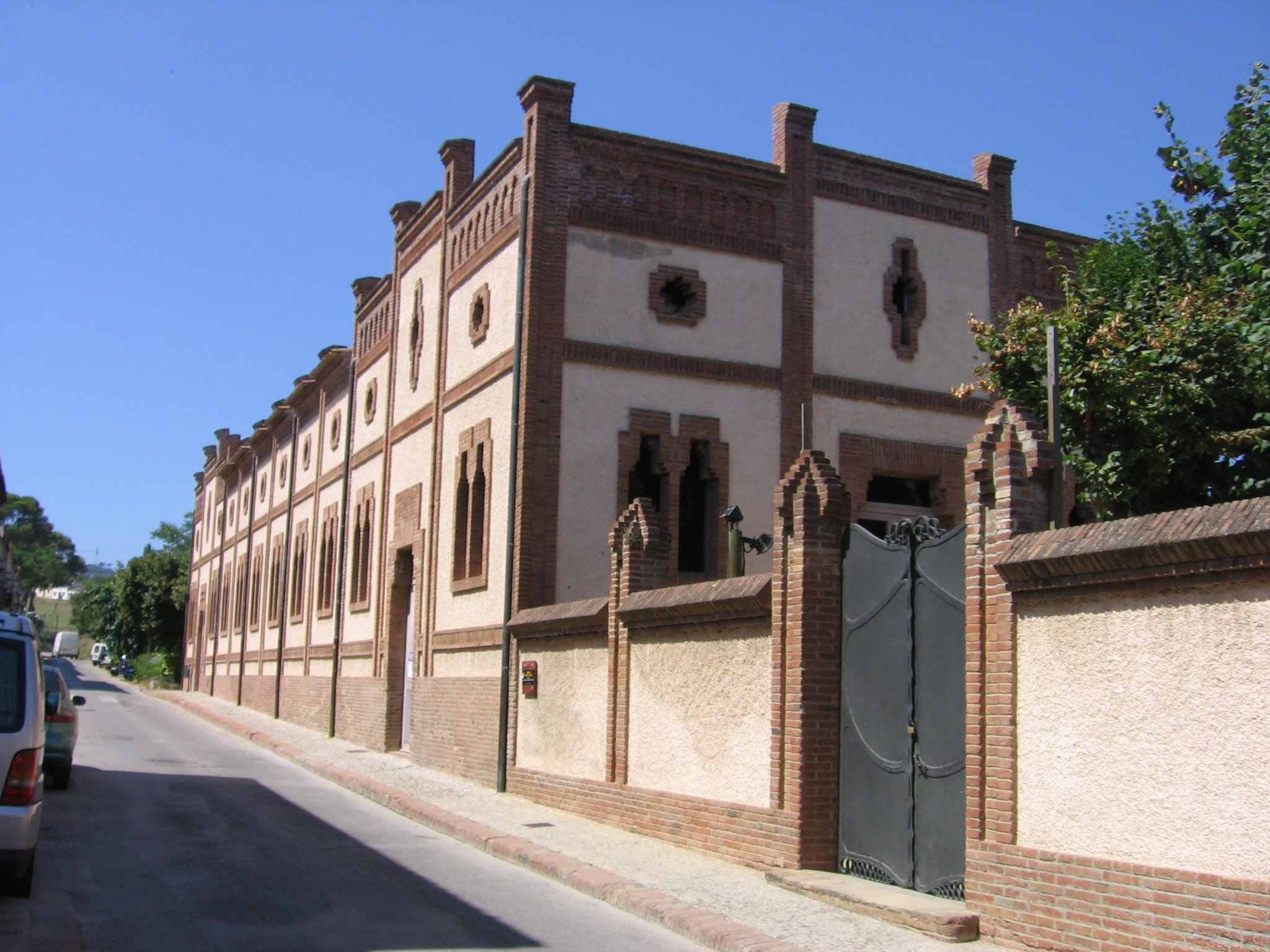
Centro Cultural San Luis, de Francisco Berenguer (1915-1917)
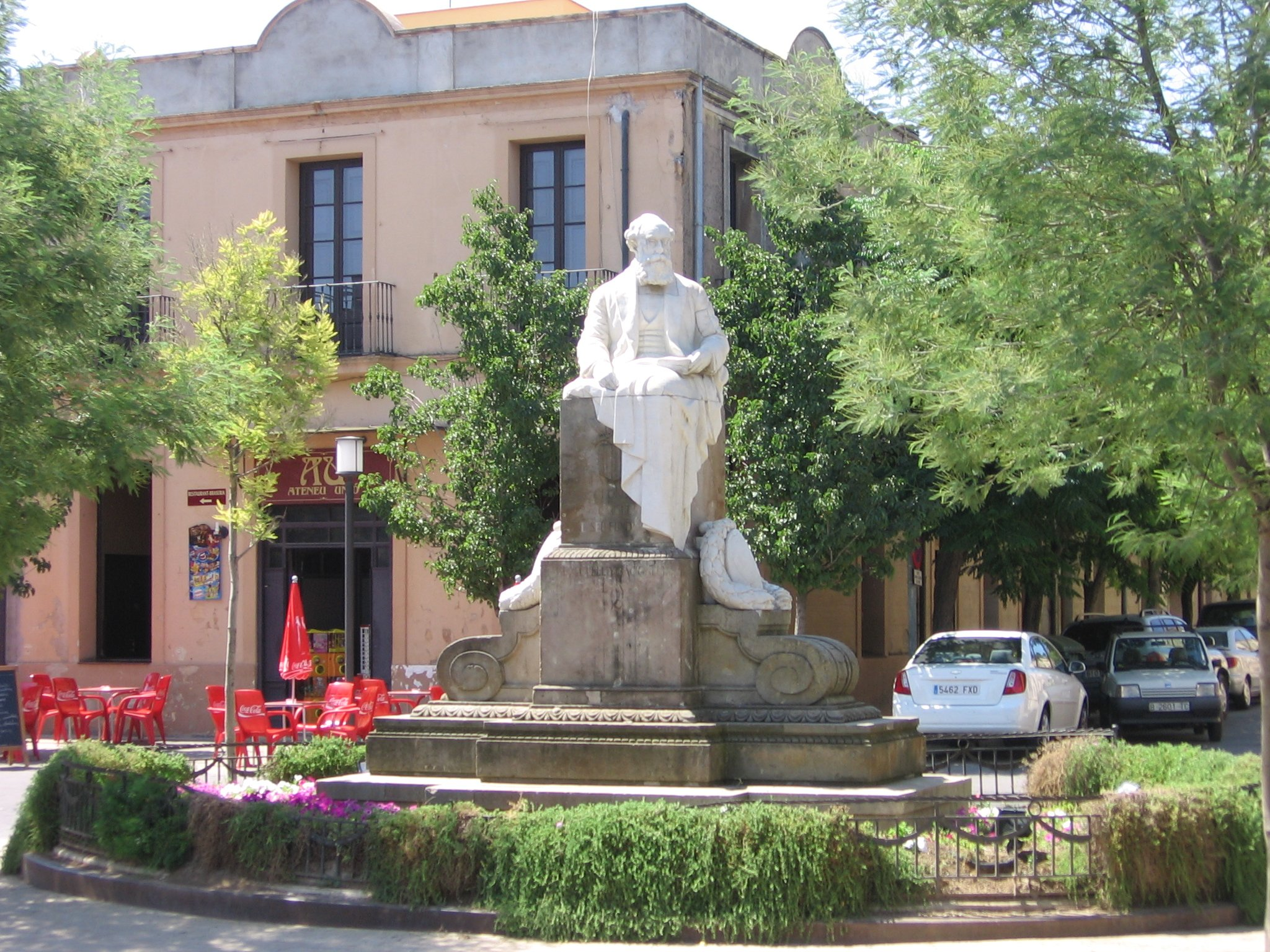
Monumento a Eusebio Güell
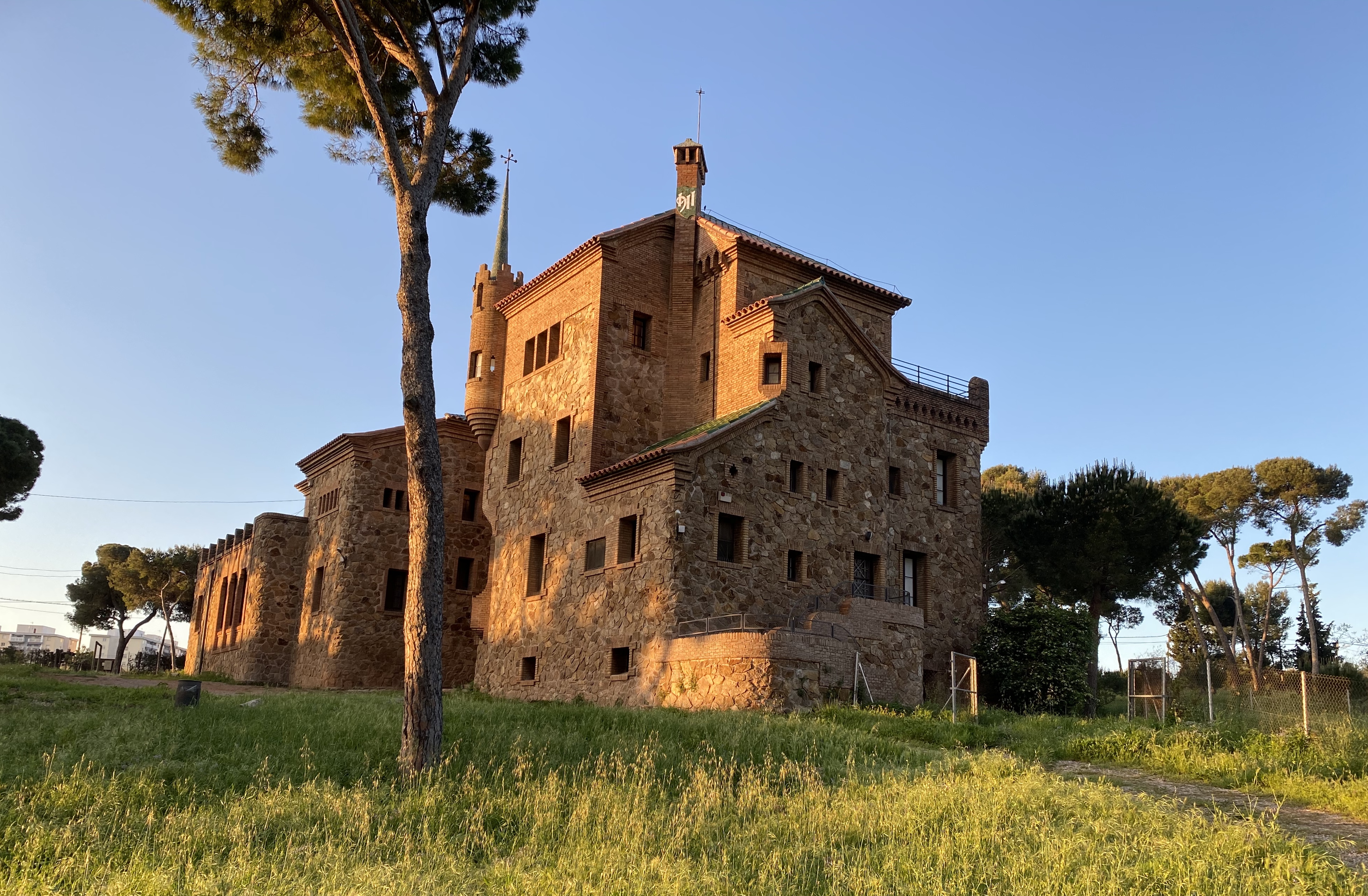
Casa del maestro, de Francisco Berenguer Mestres y Francisco Berenguer Bellvehí (1916).